# Niōmon

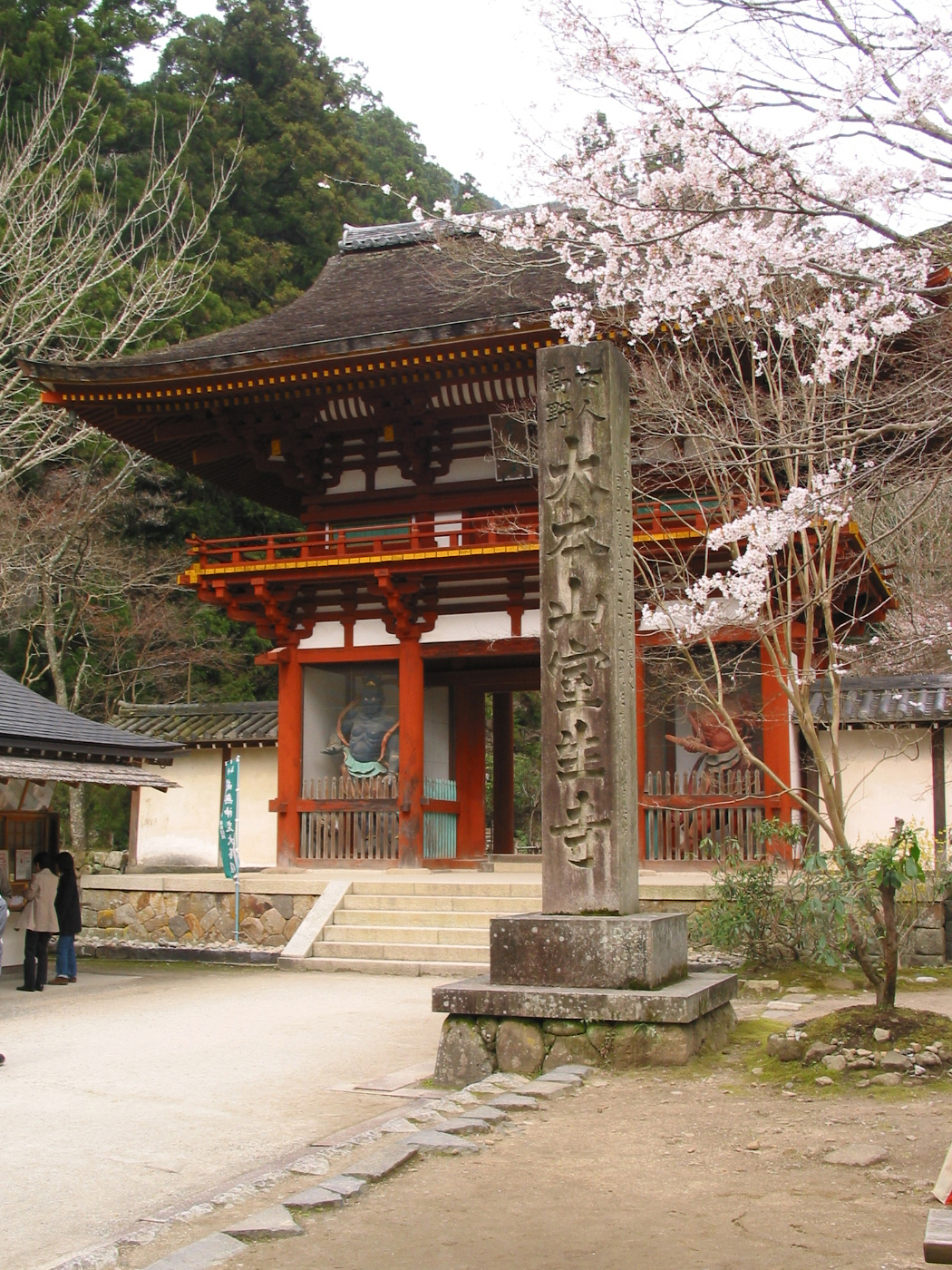
Un niōmon

Il niōmon (仁王門?, lett. cancello Niō) è il nome giapponese di una porta del tempio buddista custodita da due guerrieri di legno chiamati Niō (lett. due re). La porta è chiamata Heng Ha Er Jiang (哼哈二将) in Cina e a Geumgangmun (金剛門) in Corea. Le due statue sono all'interno dei due pilastri del cancello stesso, uno a sinistra, uno a destra. Strutturalmente, di solito è un rōmon o un nijūmon e può misurare 5x2 o 3x2 ken. A volte può avere un solo piano, come nel caso del Kaminarimon di Asakusa.

In un cancello a cinque insenature, le figure dei due Niō sono di solito incastonate nelle due insenature esterne, ma a volte possono essere trovati anche in quelle interne. La statua a destra si chiama Naraen Kongō (那羅延金剛?) e ha la bocca aperta per pronunciare la prima lettera dell'alfabeto sanscrito, che si pronuncia "a". La statua sinistra è chiamata Misshaku Kongō (密迹金剛?) e ha la bocca chiusa, rappresentante l'ultima lettera dell'alfabeto sanscrito, pronunciata "um". Queste due lettere (a-un in giapponese) insieme simboleggiano la nascita e la morte di tutte le cose.

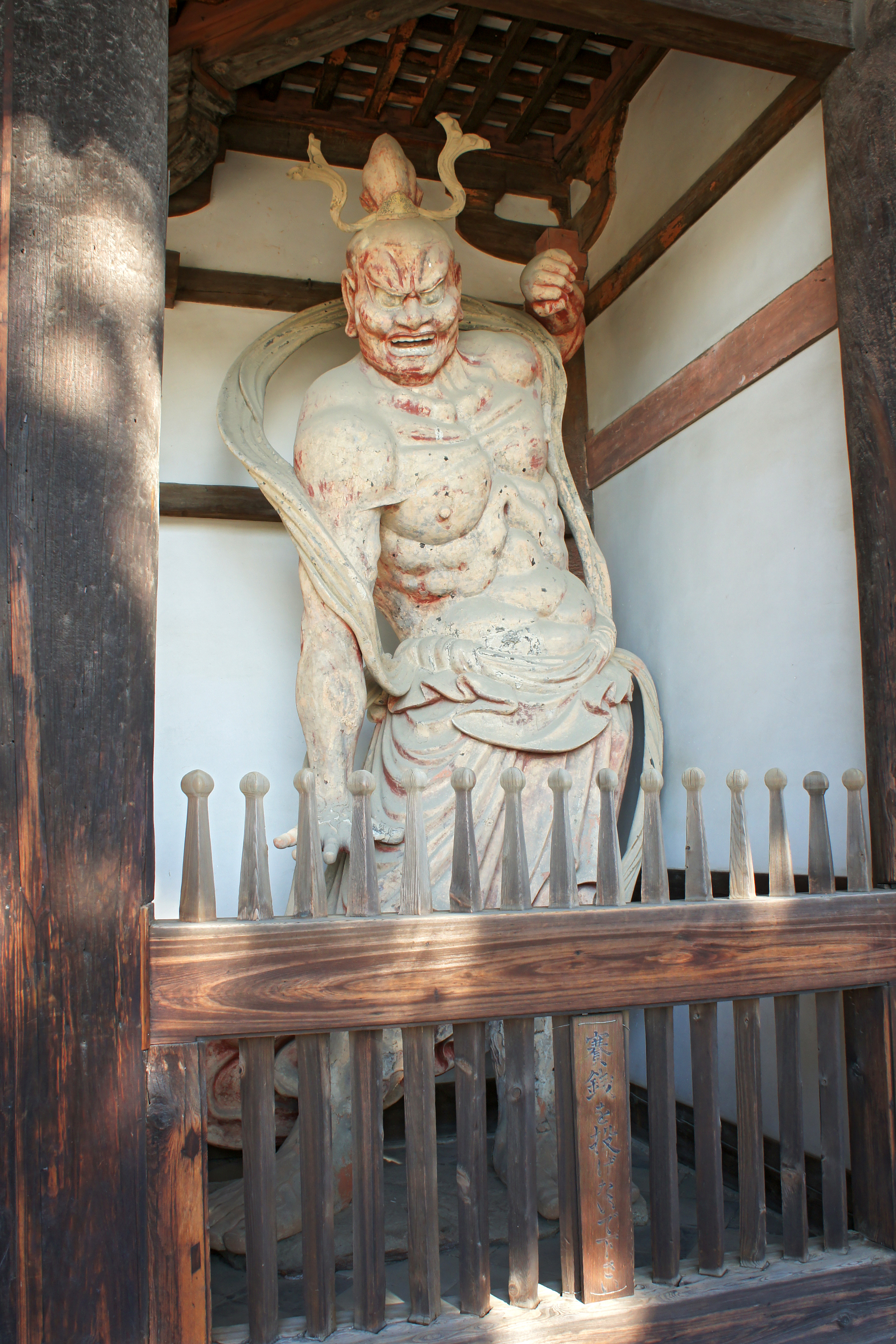
Misshaku Kongō
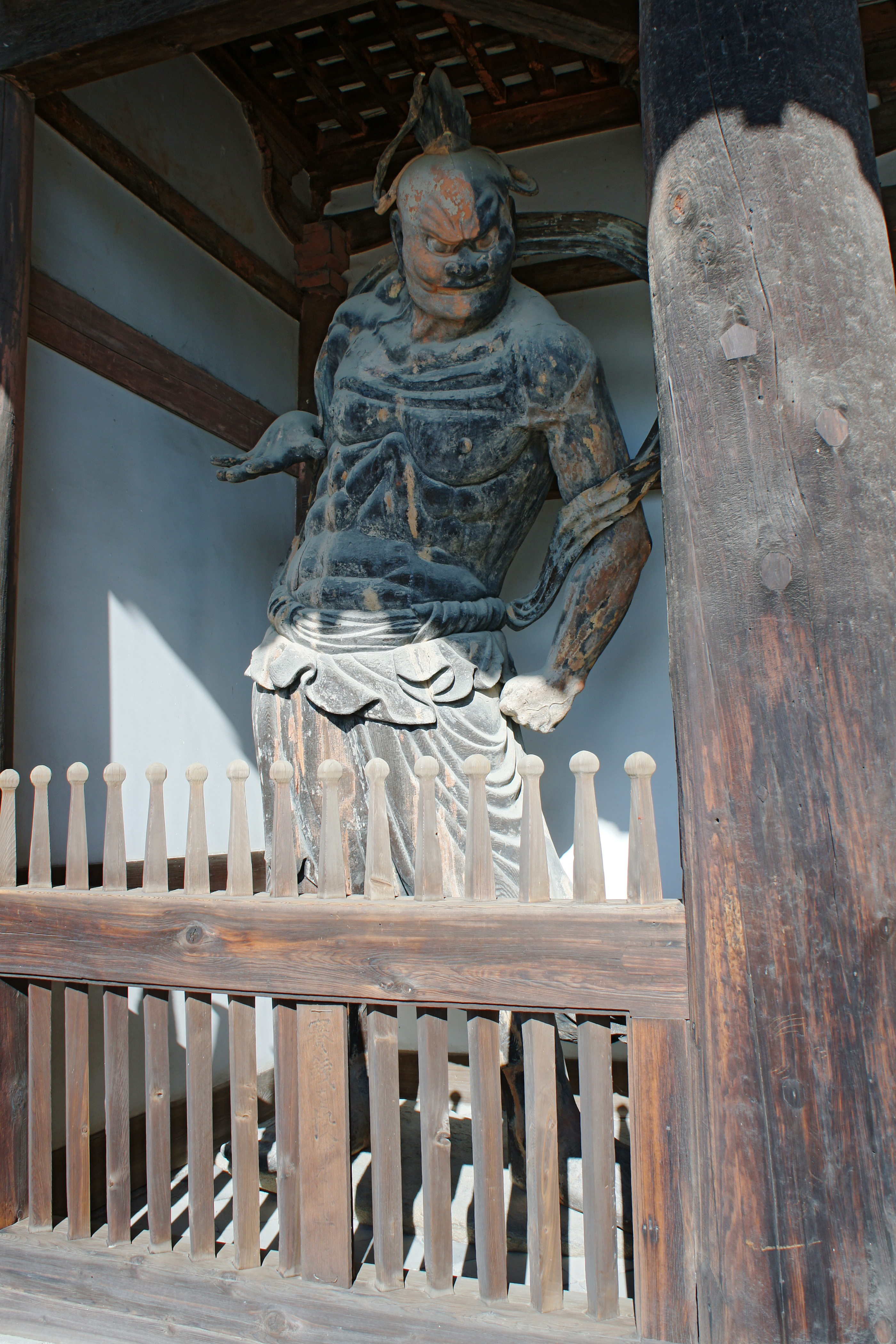
Naraen Kongō